# Quba
Quba – miasto w Azerbejdżanie, stolica rejonu Quba. Według danych szacunkowych na rok 2008 liczy 23 381 mieszkańców. W mieście rozwinął się przemysł spożywczy oraz elektroniczny.